# Marion Byron
Marion Byron, ursprungligen Miriam Bilenkin, född 16 mars 1911 i Dayton i Ohio, död 5 juli 1985 i Santa Monica i Kalifornien, var en amerikansk skådespelare och komiker.
Byron fick sin första filmroll som Buster Keatons motspelare i filmen Hans son på galejan (1928). Därefter anlitades hon av Hal Roach i olika kortfilmer som motspelare till Max Davidson, Edgar Kennedy och Charley Chase. I tre filmer med Anita Garvin, där den kortväxta Byron, även kallad "Peanuts", bildade hon duo med den klart längre Garvin, som "kvinnliga Helan och Halvan" åren 1928–1929.

## Filmografi (urval)
- Hans son på galejan (1928)
- Feed 'em and Weep (1928)
- Going Ga-Ga (1929)
- A Pair of Tights (1929)
- Broadway Babies (1929)
- The Forward Pass (1929)
- So Long Letty (1929)
- Playing Around (1930)
- Golden Dawn (1930)
- The Heart of New York  (1932)
- Meet the Baron (1933)
- Hips Hips Hooray (1934)
- Five of a Kind (1938)